# Brachycera
Brachycera là một phân bộ của Diptera. Nó là một phân bộ lớn gồm khoảng 120 họ.